# Blaquesmith
Blaquesmith est un personnage de fiction appartenant à l'univers Marvel apparu pour la première fois dans X-Men Prime en 1995.
C'est un personnage secondaire allié de Cable.

## Biographie du personnage
Le mutant difforme Blaquesmith est né  dans le futur de Terre-4935, en 4000 apr. J.-C. Adolescent, sa mère le vendit à des nomades, pour lesquels il devint vite le technicien, car il se révéla doué pour les sciences.
Peu après, il découvrit un acte de sabotage effectué par les Askani, une confrérie voulant éliminer le tyran Apocalypse. Blaquesmith les aida à vaincre le Prélat Diamanda Nero, puis devint instructeur de jeunes recrues, comme Nathan Summers (Cable), le fils de Cyclope et Jean Grey de la réalité Terre-616, la réalité classique de l'univers Marvel.
Quand Cable repartit dans le passé, c'est-à-dire notre monde actuel, la Mère Askani demanda à Blaquesmith de le suivre et de le surveiller. Il fut tout de suite approché par Finality, la mère de la Confrérie Noire, qui l'employa. Il apprit aux cultistes l'art du combat à l'aide des psimitars, l'arme d'usage Askani.
Finalement réuni avec Cable, il entreprit la mission de détruire Apocalypse avant que le futur ne soit changé. Il demanda bientôt à Cable de tuer Nate Grey, une version alternative de lui-même, échappé de la réalité de Terre-295, qui semblait être une menace.
Finalement, Cable et Nate Grey s'allièrent, au désespoir de Blaquesmith, pour vaincre Exodus.
Plus tard, l'entité Onslaught détruisit la base de Blaquesmith qui fut sauvé par Cable. Il établit une nouvelle base au cœur de NYC et poursuivit l'entraînement de Cable.
Il rencontra Ozymandias, l'ancien serviteur d'Apocalypse et apprit la légende des Douze, un groupe de mutants censé apporter un âge d'or pour l'humanité, auquel Cable semblait lié. Cyclope parvint à vaincre Apocalypse qui comptait s'emparer du pouvoir, en fusionnant avec l'Externel.
Cyclope réapparut plus tard, amnésique dans le désert. Blaquesmith engagea Gauntlet des Dark Riders pour le tuer, mais il fut sauvé par Cable et Jean Grey, censé accomplir sa destinée en tuant Apocalypse.
Par la suite, quand Cable fut attaquée par la Confrérie Noire, Blaquesmith disparut.
On le retrouve plus tard au sein de la deuxième X-Force, la Résistance, qui enquêtait sur les projets de Weapon X.

## Pouvoirs et capacités
- Blaquesmith est un télépathe/télékinétiste de haut niveau, rompu aux arts Askani.
- Il connait la science et est un expert en termes de manipulation temporelle.
- C'est un technicien de génie, capable de créer et réparer tout type de machine.
- Il a accès à une technologie avancée de 2000 ans.